# L'Autonomista
El Autonomista, puis L'Autonomista, était un hebdomadaire catalan, publié sur la base du républicanisme fédéraliste entre 1898 et 1939.

## Description
L'Autonomista était l'un des principaux journaux de ce courant politique d'idéologie républicaniste fédéraliste, même s'il a soutenu la Gauche républicaine de Catalogne (ERC).
Les journalistes les plus notables sont Joaquim de Camps i Arboix, Pere Loperena, Josep Enseñat, Artur Vinardell et Miquel Santaló i Parvorell.

## Historique
Fondé en 1898 et dirigé par Darius Rahola, qui l'a imprimé dans sa propre imprimerie, El Autonomista apparaît à plusieurs reprises et sa périodicité varie souvent : il est publié chaque semaine jusqu'en 1904, puis deux fois par semaine jusqu'en 1920 ; quelquefois, il est arrivé qu'il soit publié quotidiennement. Rédigé à l'origine en castillan, il est progressivement écrit en catalan puis complètement en 1933, sous l'autorité de la Seconde République espagnole. Cependant, avec la guerre civile espagnole, l'impression du journal est stoppée en 1939, lorsque les troupes de Franco sont entrées à Gérone ; le journal cessa alors de paraître. Le dernier numéro est sorti le 25 janvier 1939.
Lors de la fin de la dictature et du début de la transition démocratique espagnole, les héritiers démocratiques de Darius Rahola ont réclamé la restitution des biens confisqués, mais ils ont été ignorés. À partir de 1985, la famille Rahola a publié un supplément littéraire pendant cinq ans, avec l'objectif fondamental de ne pas perdre le droit de publication.